# Puchar Europy w narciarstwie alpejskim 2017/2018
Puchar Europy w narciarstwie alpejskim 2017/2018 – zawody Pucharu Europy w narciarstwie alpejskim w sezonie 2017/2018. Rywalizacja kobiet rozpoczęła się 29 listopada 2017 r. w szwedzkim Funäsdalen, zaś pierwsze męskie zawody zaplanowano na 5 grudnia 2017 r. w szwedzkim Fjätervålen. Ostatnie zawody z tego cyklu zostały rozegrane wspólnie, między 12 a 18 marca 2018 r. w Soldeu w Andorze. 

## Puchar Europy w narciarstwie alpejskim kobiet
Wśród kobiet, Pucharu Europy z sezonu 2016/2017 broniła Norweżka Kristina Riis-Johannessen. Tym razem najlepsza okazała się Austriaczka Nina Ortlieb.
W poszczególnych klasyfikacjach triumfowały:
- zjazd:  Ariane Rädler
- slalom:  Aline Danioth
- gigant:  Kristine Gjelsten Haugen i  Thea Louise Stjernesund
- supergigant:  Lisa Hörnblad
- superkombinacja:  Lisa Hörnblad

## Puchar Europy w narciarstwie alpejskim mężczyzn
U mężczyzn, Pucharu Europy z sezonu 2016/2017 bronił Szwajcar Gilles Roulin. Tym razem najlepszy był Austriak Johannes Strolz.
W poszczególnych klasyfikacjach triumfowali:
- zjazd:  Christopher Neumayer
- slalom:  Matej Vidović
- gigant:  Dominik Raschner
- supergigant:  Christoph Krenn
- superkombinacja:  Daniel Danklmaier